# Production participative (psychologie)
 (février 2021).
Pour les articles homonymes, voir Production (homonymie).
La production participative, ou crowdsourcing, appliquée à la psychologie, est un modèle alternatif au modèle standard de méthode scientifique, mobilisant plusieurs acteurs qui se divisent les tâches sur des projets de recherche de grande ampleur, dans le but de produire des connaissances sur les faits psychiques, les comportements et les cognitions des individus.

## Définition
Le crowdsourcing a été popularisé et défini par Jeff Howe en 2006, dans son article The Rise of Crowdsourcing comme :
L'acte d'une entreprise ou d'une institution prenant une fonction autrefois exécutée par des employés et l'externalisant à un réseau non défini (et généralement large) de personnes sous la forme d'un appel ouvert. Cela peut prendre la forme d'une production par les pairs (lorsque le travail est effectué en collaboration), mais est également souvent entrepris par des individus seuls. La condition préalable cruciale est l'utilisation du format d'appel ouvert et le vaste réseau de travailleurs potentiels. 
Il est traduit en français comme un "approvisionnement par la foule"  faisant référence à la possibilité pour chacun de participer à des projets ouverts. Ce modèle a pour avantage de favoriser l'hétérogénéité des ressources, des connaissances ou du temps apporté par tout individu souhaitant contribuer. Cette pratique récente s'est accrue par le recours de plus en plus fréquent aux technologies de l'information et de la communication qui rendent accessibles et facilitent le partage des informations sur Internet. L'organisme qui choisit d'externaliser son activité doit spécifier son projet en détail, et peut s'appuyer sur les plateformes d'accès aux ressources en ligne pour élargir sa diffusion .
Depuis son développement, le crowdsourcing a été appliqué dans le domaine scientifique en tant que modèle de recherche alternatif. Contrairement à des projets où ne sont impliqués qu'un nombre restreint de scientifiques au sein d'une équipe de recherche, qui exercent leurs activités dans un même pays voire dans un même laboratoire, les projets de recherche collaboratifs permettent un fonctionnement horizontal où plusieurs chercheurs contribuent ensemble dans un même objectif fixé au préalable. Ils ont pour avantage d'apporter une diversification des compétences, des outils techniques et un meilleur partage des expériences entre collaborateurs. Ces changements ont été menés pour produire et diffuser la connaissance scientifique de façon massive, notamment à travers la création et l'organisation de réseaux internationaux, et ce au sein de diverses disciplines des sciences fondamentales et humaines.
La psychologie est une discipline des sciences humaines et sociales qui s'appuie sur diverses méthodes de recherche, telle que la méthode expérimentale, pour produire des connaissances sur les comportements des individus. Dans un premier temps, le chercheur en psychologie établit un protocole de recherche pour répondre à une problématique précise et tester ses hypothèses. Puis, il récolte des données empiriques sur un échantillon de participants, qui sont la traduction en variables quantitatives des comportements, grâce à des expérimentations menées en laboratoire ou directement sur le terrain. Celles-ci font ensuite l'objet de traitements et d'analyses à l'aide d'outils statistiques afin de tirer des conclusions sur les relations existantes entre les différentes variables. En fonction des résultats obtenus, le chercheur peut alors développer des modèles théoriques pour expliquer et prédire les comportements.
La production participative en psychologie consiste à mener des projets collaboratifs de recherche par l'union de plusieurs chercheurs, étudiants, et toute autre personne compétente qui souhaite collaborer. Elle permet notamment de récolter un nombre important de données empiriques sur les comportements humains dans divers pays, et d'augmenter la taille des échantillons de participants pour produire des résultats statistiquement plus fiables et généralisables à l'ensemble de la population. Pour le futur de la recherche en psychologie, un recours à la production participative dans des projets à grande échelle serait avantageux pour la compréhension des mécanismes humains et la valorisation des savoirs scientifiques de cette discipline.

## Histoire

### Les prémices de la production participative en psychologie
Depuis les années 2010, la psychologie fait partie des disciplines scientifiques touchées par une crise de la reproductibilité, à la suite de certaines exagérations d'effets statistiques mis en évidence dans les publications scientifiques. Dans ce contexte qui remet en cause les pratiques scientifiques traditionnelles, les chercheurs ont développé des projets collaboratifs de réplication des études classiques de la psychologie, basés sur de grands échantillons de population, pour tester la robustesse des effets statistiques et s'assurer de leur fiabilité. En effet, plus un échantillon statistique est important, plus l'estimation des résultats scientifiques est précise. Parmi ces projets, le Reproducibility Project : Psychology (RP:P) en 2011 a réuni 270 auteurs avec pour objectif de tester la reproductibilité des effets de 100 expériences publiées dans des revues scientifiques de psychologie. Les résultats ont montré que parmi les 97 expériences qui présentaient à la base des résultats statistiquement significatifs, seules 39 avaient donné des résultats similaires à l'expérience originale publiée, après réplication. En 2014, le ManyLabs Replication Project a impliqué la récolte de données empiriques dans 9 pays différents, permettant l'accès à un échantillon hétérogène de 6.344 participants issus de sociétés et cultures différentes, dans le but de répliquer et tester la généralisation des effets mis en évidence dans 13 expériences classiques de la psychologie.
Ces projets ont permis de montrer l'absence de nombreux effets auparavant mis en évidence, et d'aborder la problématique des lacunes méthodologiques de la recherche en psychologie, notamment dans la fiabilité des analyses statistiques, et la faiblesse due à la taille des échantillons, trop peu représentatifs de la population globale, sur lesquels étaient recueillies les données empiriques des études classiques. Comme premières formes de production participative en psychologie, ces projets ont été précurseurs pour enclencher des changements méthodologiques au sein de la discipline.
En mars 2017, la plateforme StudySwap a été développée pour réunir des sources scientifiques en accès libre sur l'Open Science Framework (OSF), afin de faciliter les collaborations et le partage de ressources comme les propositions de collaboration ou d'entraide.
Dans un même temps, en s'inspirant du modèle du CERN, Christopher Chartier est, en 2017, l'un des premiers à évoquer l'idée d'un regroupement des laboratoires au sein d'un réseau permanent dans le but de travailler en collaboration sur des projets de recherche, tout en s'appuyant sur des plateformes de partage des données en ligne comme l'OSF.
Un CERN en psychologie impliquerait des projets ouverts et transparents sur l'ensemble de son cycle de recherche. En utilisant l'OSF, ces projets seraient ouverts aux idées et propositions de méthodes pour collectionner les données et éventuellement les diffuser.

### Illustration ducrowdsourcingenpsychologie: l'exemple du CREP
Le Collaborative Replication and Education Project (CREP) est un exemple de projet précurseur de production participative en psychologie qui regroupe des étudiants de la discipline en un réseau permanent pour mener des projets de réplication collaboratifs. Ce réseau a été créé par Jon Grahe, Mark Brandt et Hans IJzerman dans le but de permettre à des étudiants de participer à des projets collaboratifs de réplication par la mise en commun de données récoltées et l'analyse des effets statistiques, afin de maximiser la puissance statistique des résultats obtenus. Au sein de ce projet qui propose la réplication de plusieurs études, l'un des objectifs a été de reproduire celle menée par Elliot et ses collaborateurs en 2010 , qui démontre l'effet de la présence d'une couleur spécifique sur des photos d'hommes dans le jugement porté par des femmes. Ce projet s'est déroulé en collaboration avec des étudiants membres de différents laboratoires répartis en Europe (Allemagne et Grande-Bretagne) et aux États-Unis.
Pour que leur réplication soit la plus fiable possible, un comité du CREP avait pour mission de contacter l'auteur original de l'étude afin de collecter le matériel pour la reproduire de la façon la plus similaire possible. Celui-ci a pu être ainsi utilisé de la même façon dans tous les laboratoires impliqués dans le projet, en partie grâce au formulaire de pré-enregistrement rédigé par les étudiants et vérifié par les conseillers et comités du CREP. Ce document détaillait la taille de l'échantillon, les mesures et les analyses statistiques à mener une fois les données collectées. Puis le document était rendu public sur OSF afin d'être accessible à tous les collaborateurs. Une fois les données collectées dans chaque laboratoire, celles-ci étaient mises en commun puis analysées afin de montrer ou non une réplication de l'effet original.
Les résultats de cette étude n'ont montré aucune réplication de l'effet mis en évidence par Elliot et ses collègues. Cependant, le but du projet était de permettre une collaboration entre différents laboratoires avec pour challenge la synchronisation du matériel expérimental et du protocole d'étude. Ce lissage entre les différents laboratoires, au-delà de l'éloignement géographique, a ainsi été facilité par l'OSF.
De plus, ce projet était mené par des étudiants et des chercheurs en collaboration pour le concrétiser. Cela a permis à des étudiants de premier cycle de prendre part à la recherche en psychologie tout en apprenant à répondre à la rigueur scientifique, conférant au projet des vertus pédagogiques et des opportunités non négligeables pour de futurs scientifiques.
Enfin, les participants et participantes à ces études étaient recrutés dans différents pays, ce qui répond à la critique faite aux études en psychologie sur l'homogénéité des échantillons, l'une des causes pointées du doigt dans la crise de la réplication.
Une critique sur le projet peut cependant être émise au sujet de la domination occidentale dans la production de connaissances scientifiques, surtout aux États-Unis. En effet, sept études de réplication dans ce projet étaient conduites aux États-Unis contre seulement deux en Europe, et aucune dans le reste du monde.

## Psychological Science Accelerator

### Création et développement
Le Psychological Science Accelerator (en) (PSA) est un réseau de Laboratoires de recherche en sciences humaines et sociales répartis à travers le monde et partageant leurs ressources pour des projets de recherche à grande échelle. Le PSA repose sur 5 grand principes : diversité et inclusion, décentralisation de l’autorité, transparence, rigueur et ouverture à la critique. Ce projet d'organisation en réseau est né en réponse aux limites de la production participative scientifique en psychologie, notamment celle des projets en réseaux restreints et éphémères, et a pour objectif de la rendre plus accessible par la mise en place d’un réseau permanent.

Pour que ce projet fonctionne, un grand nombre de laboratoires travaillant en collaboration était nécessaire, comme le soulignait Christopher Chartier :  
Nous avons besoin d'un large réseau de laboratoires. Si seulement 10% des scientifiques en psychologie dédient une petite portion de leurs ressources pour un CERN de la psychologie, nous serions aptes à exploiter une énorme collecte de données. 
Le recrutement de nouveaux laboratoires s'est fait par la signature sur une plateforme en ligne. En septembre 2017, le PSA comptait 72 laboratoires ayant signé sur la plateforme et 31 laboratoires engagés à collecter des données pour de futurs projets prévus pour l'année 2018. Un mois plus tard, le PSA comptait dans ses rangs 160 laboratoires répartis sur 6 continents et une équipe de direction interne composée de plusieurs chercheurs et chercheuses pour organiser la gestion du réseau.

### Fonctionnement d'un projet au sein du PSA
Un projet de recherche au PSA va suivre quatre étapes qui impliquent divers comités constitués de scientifiques, membres ou non du réseau.
Proposition et évaluation
L'idée d'un projet de recherche, comprenant un sujet, une problématique et des hypothèses, est proposée librement et anonymement Elle est ensuite jugée par le comité de sélection d’étude selon les ressources disponibles et les éventuels problèmes éthiques liés à sa réalisation. Le protocole est ensuite évalué par dix pairs : six experts membres du comité pour des aspects spécifiques du protocole, deux experts du réseau et deux experts en dehors du réseau. Le projet est ensuite proposé aux laboratoires membres du PSA afin de considérer leur volonté et leurs capacités à le mener. Un vote est finalement conduit pour sélectionner les projets qui iront à la prochaine étape et pour les études refusées, des retours sont donnés afin de les améliorer.
Préparation
Les membres du comité de méthodologie ayant l’expertise la plus adaptée pour travailler sur ce projet vont collaborer avec l’auteur pour préparer et améliorer le protocole. S'ensuit une sélection des laboratoires par le comité de logistique selon leurs disponibilités, les critères de l’étude et les ressources du laboratoire (comme par exemple des logiciels ou du matériel de mesures). Les données sont ensuite partagées aux laboratoires participants sous la supervision du comité éthique et du comité de traduction et de diversité culturelle pour éviter les erreurs de traduction ou des problèmes éthiques dus à des différences culturelles entre les divers laboratoires. A cette étape, les plateformes telles que l'OSF ou StudySwap sont utiles pour le partage des ressources.
Implémentation
L’auteur finit de préparer son projet et précise les critères de l’expérience avec une vidéo de démonstration, afin d'homogénéiser la collecte des données par les différents laboratoires. Tout cela est supervisé par le comité de management pour éviter les différences culturelles entre laboratoires. De plus, si des choses sont modifiées dans le projet, le comité fait un retour aux laboratoires afin qu'ils donnent leur avis sur les décisions. Quand tout est mis en place, les laboratoires participants récoltent les données et les partagent publiquement et anonymement. Une équipe du PSA peut alors aider à une évaluation des données.
Analyse et dissémination
L’auteur regroupe les données recueillies à travers le monde et les traite à l'aide des outils statistiques. Les personnes ayant participé à l’étude peuvent donner un retour (feedback) pour améliorer l’analyse. Une fois le projet achevé, il est anonymisé et partagé publiquement afin d'être révisé par d’autres chercheurs afin de rendre l’analyse et l’étude plus transparente et robuste.

### Situation et projets actuels du PSA
Au 17 décembre 2019, le PSA réunit 760 chercheurs membres de 548 laboratoires répartis dans 72 pays. Son directeur général est le Dr. Christopher Cartier, associé à d'autres Professeurs membres de plusieurs Universités réparties dans le monde.
Le PSA travaille actuellement sur six projets de recherche évoquant des thèmes courants de la psychologie sociale comme la pensée morale, la menace du stéréotype, ou encore les préjugés sexistes.

## Bénéfices d'un modèle de production participative en psychologie
La production participative apporte de nombreux bénéfices à la recherche scientifique, notamment en psychologie. La crise de la réplicabilité a permis de remettre en question certaines hypothèses et d’instaurer plus de rigueur dans la méthodologie utilisée par les chercheurs (cela s’applique pour le domaine de la psychologie mais aussi pour les autres domaines). C’est donc par ce phénomène-là que l’on peut comprendre les avantages de la production participative qui concernent principalement des bénéfices pour la récolte de données, des bénéfices pour les acteurs et des bénéfices pour la diffusion scientifique.

### Bénéfices pour la récolte des données
Les échantillons de participants étant plus larges, cela favorise la mise en évidence de réels effets statistiques significatifs et la possibilité d'étudier les éventuelles variations entre les participants de différents pays. Pour les projets interculturels qui nécessitent la récolte de données dans plusieurs pays voire continents dans le but de mener des études comparatives, la production participative est idéale.

### Bénéfices pour limiter les erreurs méthodologiques
Dans un projet collaboratif, les équipes sont constituées d'un grand nombre de chercheurs et de chercheuses, ce qui diminue le risque de biais individuels et les erreurs dans les protocoles de recherche, ce qui répond alors au principe de rigueur scientifique. Cette rigueur est nécessaire dans la recherche scientifique et vient s’inscrire en réponse à la crise de réplication. Lorsque plusieurs chercheurs se penchent sur le déroulement de la recherche, les erreurs de méthodologie ont plus de chance d’être identifiées et les fraudes évitées, comme par exemple le p-hacking, qui consiste en une sélection ou une modification des données d'un échantillon jusqu'à ce que les résultats statistiques deviennent significatifs.

### Bénéfices pour les acteurs
Les projets de production participative ont une importante valeur pédagogique. Ils sont une occasion pour les étudiants et jeunes scientifiques d'échanger et de se former auprès de chercheurs expérimentés, ce qui favorise le partage de connaissances et de savoirs. L’expérience de ces scientifiques déjà qualifiés apporte un témoignage aux futurs chercheurs qui, par la même occasion, ont l’opportunité de participer à des projets de grande ampleur. Ces collaborations permettent l'apprentissage et la maîtrise des instruments techniques utiles à la recherche scientifique comme les logiciels statistiques ou les tests psychométriques.
Les projets collaboratifs offrent aux jeunes scientifiques l'opportunité d'étendre leur réseau à l'international et d'exporter leurs connaissances et pratiques dans d'autres laboratoires, favorisant ainsi de futures collaborations.

### Bénéfices pour la diffusion scientifique
La production participative incite les chercheurs à adopter une démarche scientifique transparente dans leurs recherches pour permettre une plus grande diffusion des connaissances, notamment via la plateforme OSF qui facilite la communication et le partage.

## Limites et controverses
Néanmoins, la production participative peut être sujette à des interrogations concernant sa façon de procéder. En effet, sa volonté de récolter des échantillons de participants hétérogènes, son effort dans la transparence du matériel et des procédures des études pour les reproduire le plus fidèlement possible ou encore l'envie d'une responsabilité d'auteurs distribuée, peuvent être mis à mal. Il arrive que des contraintes viennent entraver les critères fondamentaux de la production participative.

### Les inégalités de représentation des laboratoires entre les continents
La récolte de données est un atout majeur de la production participative qui permet non seulement d'avoir des échantillons de participants plus grands mais aussi d'étudier les variations entre les participants de différents pays. Cependant, cette dernière initiative semble être limitée aux laboratoires qui participent à la production participative, ceux membres du PSA. En effet, la majorité des laboratoires participants se situe en Amérique du Nord (i.e., Canada et États-Unis) et en Europe. Par conséquent, un très faible taux de participation des laboratoires des régions d'Afrique, d'Asie ou d'Amérique du Sud est enregistré. La comparaison de différentes populations à l'échelle mondiale peut potentiellement se restreindre aux populations des pays du Nord, point dommageable concernant l'hétérogénéité des échantillons de populations.

### Les limites aux études en ligne dans les projets collaboratifs
La production participative permet aux études de pouvoir se dérouler directement entre l'expérimentateur (celui qui mène l'étude) et le participant (dans des laboratoires, lors d'enquêtes avec la présence physique du participant) ou sur Internet (enquêtes sur formulaires en ligne, questionnaires). Lorsqu'elles se complètent sur Internet, les études tentent d'être les plus transparentes possibles concernant la compréhension de la consigne, et surtout dans les droits du participant au sujet de ses données personnelles récoltées. Cependant, on peut s'interroger sur la réelle compréhension des participants par rapport à leurs droits et à leur consentement au sujet de l'étude. Par exemple, les participants peuvent ne pas voir le lien entre le fait de cliquer sur le bouton "Cliquer ici pour continuer", et ce qu'il implique, autrement dit valider le consentement du participant. De plus, le participant peut ne pas comprendre qu'à tout moment, il peut abandonner l'étude quand il le souhaite, ou encore demander le retrait de ses données.
De plus, une des limitations des études en ligne menées dans le cadre de projets de production participative est la difficulté d'établir le lien entre expérimentateur et le participant dans le cas d'une incompréhension des consignes. En effet, si le participant souhaite poser une question concernant l'étude en cours, il est très compliqué, voire impossible de contacter l'expérimentateur en temps réel.
Finalement, le mode de fonctionnement de la production participative n'améliore pas forcément la compréhension des droits du participant, et le lien entre expérimentateur et participant. Cette limite peut même être intensifiée du fait que le réseau PSA est vaste et très distribué. L'enjeu de la production participative concernant les études faites en ligne est donc de concevoir celles-ci de façon transparente, afin qu'elles soient accomplies et comprises de tous les participants, sans laisser de zones floues.

### Les contraintes pour les chercheurs
D'un point de vue global, les projets de production participative apportent des bénéfices colossaux pour la science par l'augmentation de la taille des échantillons sur lesquels sont récoltées les données, ce qui permet d'obtenir des résultats plus fiables statistiquement et d'être généralisables à la population mondiale. Cependant, la collaboration au sein de grandes équipes de chercheurs peut constituer un risque pour le chercheur à un niveau individuel. En effet, aujourd'hui, le système d'incitation à la recherche universitaire porte sur des contributions individuelles. Par conséquent, un chercheur qui publie sa propre étude pourrait obtenir une titularisation ou une promotion mieux récompensée que s'il s'associait à plusieurs autres auteurs, dans un article plus important, et ce même si les études individuelles sont plus modestes pour la science que des études en collaboration avec plusieurs laboratoires de scientifiques.
L'enjeu de la production participative serait de contribuer à une transformation des systèmes de récompenses afin que cette limite puisse être atténuée, et ainsi pouvoir attirer les chercheurs plus réticents.

### L'ordre de citation des auteurs dans les projets
Une limite à soulever dans la production participative regroupant de nombreux scientifiques est celle dite de l'authorship, c'est-à-dire la répartition des noms des auteurs dans la rédaction et publication de l'article final. En passant d'un modèle traditionnel du solo-authorship à un modèle collaboratif sous forme d'équipes impliquant plusieurs auteurs (team-authorship), les réflexions concernant l'ordre de citation des auteurs dans la publication d'un article a fait l'objet de dissensus dans certaines équipes collaboratives. En effet, il n'existe, en psychologie, aucune règle dans l'ordre des noms cités pour un projet de production participative, celle de l'ordre alphabétique n'étant pas pertinente puisqu'elle ne serait pas reflet de l'effort de contribution qui varie selon les auteurs et les projets.
Ce choix est donc largement subjectif et peut faire l'objet d'abus, notamment lorsqu'il est plus influencé par l'ancienneté et la réputation de certains chercheurs que par les efforts fournis par les collaborateurs au sein du projet. Cela peut devenir un frein aux jeunes scientifiques dont les noms, peu reconnus, se voient cités en fin de liste. Cela pose également la question de la responsabilité lorsqu'un des acteurs du projet commet des erreurs de récolte ou d'analyse, remettant alors en cause tous les résultats du projet.
Des ateliers de réflexion autour de ce sujet ont été menés, notamment à la suite d'appels au changement dans la conception et l'utilisation du terme "auteur" vers celle plus moderne de "collaborateurs". Une solution proposée à cette limite est de ne citer que les auteurs étant assignés à un rôle spécifique et nécessaire à tout projet scientifique, et dans le cas où plusieurs auteurs serviraient à un même rôle, de mentionner, en fonction du degré de contribution, des étiquettes telles que "lead", "equal" ou "supporting". Cela supprimerait le frein de certains auteurs à l'idée de collaborer à cause du manque de reconnaissance, tout en bénéficiant de la visibilité du projet.
Depuis, certains journaux comme le Proceedings of the National Academy of Sciences imposent de limiter les noms des auteurs à ceux ayant contribué à des tâches bien définies (design du projet, analyse des données...).

## Challenges et actualité

### Challenges
Les challenges pour améliorer la production participative en psychologie sont à relever par le biais du PSA en tant qu'acteur majeur œuvrant pour ce modèle de recherche.

#### La diversité géographique des laboratoires membres du PSA
Les 548 laboratoires actuellement membres du PSA, sont majoritairement localisés aux États-Unis et en Europe. L'un des challenges primordiaux est désormais d'intégrer des laboratoires du monde entier dans le réseau afin de ne pas créer de disparités entre les pays majoritaires dans la représentation du réseau et le reste du monde, notamment des continents comme l'Afrique ou l'Asie. Cela permettrait d'avoir des données plus représentatives de la population mondiale.

#### La diversité des projets
En 2019, le PSA traitait essentiellement de sujets spécifiquement abordés en psychologie sociale. L'un des enjeux est désormais de diversifier les projets puisque le réseau reste ouvert à toutes propositions innovantes dans le domaine des sciences humaines. Il n’y a donc pas actuellement de sujets spécifiques visé, les sujets dépendent surtout des propositions faites et du protocole de sélection qui permet de mettre en pratique ou non la recherche.

#### Les financements des projets de recherche
Un des challenges principaux de la recherche scientifique concerne le financement des projets. La faisabilité des études scientifiques repose sur des moyens financiers, notamment pour des projets de production participative qui sont menées à grande échelle. En effet, ces études impliquent de nombreux acteurs et ressources matérielles qui doivent être disponibles dans tous les laboratoires collaborant sur le même projet et cela a un coût.
Pour l’année 2020, le PSA a fait appel à plusieurs subventions dont Synergie qui est une importante subvention de 10 millions d'euros administrée par le Conseil Européen de la Recherche (CER). Cette subvention a pour but de développer la production participative dans les sciences sociales en créant trois centres : un centre de synthèse des preuves, un centre des outils et des normes, et un centre de désencombrement.
Egalement, l'utilisation du financement participatif| (crowdfunding) pour collecter de l'argent sur la base de dons est cohérente avec les valeurs de la production participative puisqu'elle permet à tout individu qui le souhaite de participer à la recherche en faisant des dons en ligne. Nous pouvons prendre en exemple une campagne de financement participatif qui a déjà été lancée sur une plateforme de financement participatif et dont les donations ont été directement reversées au PSA,,.

### Application dans la crise sanitaire COVID-19
Pour analyser et lutter contre l'épidémie du COVID-19 (expansion du coronavirus en 2020), le PSA a souhaité faire appel aux scientifiques de son réseau afin de recueillir rapidement des données à l'échelle mondiale, le but étant de s'associer avec les chercheurs qui travaillent sur des questions importantes liées au COVID-19. Le PSA a partagé les propositions d'études qui lui ont été faites avec son réseau afin de mettre en relation les collaborateurs intéressés et disponibles sur des projets importants. Les propositions ont été évaluées puis votées par le réseau PSA pour ne garder que les plus pertinentes. Au 13 mars 2020, le PSA comprenait plus de 700 chercheurs actifs sur des projets de COVID-19, et avait à sa disposition la plateforme Gorilla, qui permet de réaliser des expériences en donnant l'accès à une utilisation gratuite et en ligne d'un constructeur d'expériences afin de supporter les différents projets.
À la suite de cet appel aux propositions sur l'épidémie, 60 demandes d'inscription ont été reçues en l’espace de quatre jours. Les sujets portaient par exemple sur des interventions comportementales pour améliorer l’adhérence des mesures préventives de santé, des interventions dans la lutte contre les fake news liées au COVID-19, ou encore des méthodes pour réduire l’anxiété qui accompagne l’éloignement social.
Surmonter cette crise grâce à la recherche, et notamment la production participative peut représenter, pour le PSA, un nouveau challenge. Ce dernier est aussi d'ordre financier, afin de pouvoir publier en libre accès des articles scientifiques informatifs, de rémunérer les participants sur les sites, d'utiliser des méthodes de recrutement (publicités sur les réseaux sociaux), et de fournir des aides financières pour les traducteurs qui partagent les projets à un plus grand nombre d’intervenants, ainsi que pour les gestionnaires de projets. Toujours dans l'intérêt d'une production participative, les bases de données et les articles sont partagés de manière gratuite et faciles d’accès.
Soixante-six demandes d’admission sur l'étude des aspects psychologiques et comportementaux de cette crise sanitaire ont été adressées à l'organisme PSA le 21 mars 2020. Les membres des plus anciens laboratoires membres du PSA ainsi que les nouveaux laboratoires pourront ainsi contribuer à ces projets pour collecter de nouvelles données. Parmi les demandes d'admission, trois propositions ont été sélectionnées. L'objectif du PSA est de pouvoir étudier des échantillons de participants qui proviennent des quatre coins du monde, et d'accueillir des personnes volontaires pour aider dans les projets de la crise sanitaire du COVID-19, comme par exemple gérer différents projets, pour traduire le matériel du projet dans l’une des 50 langues, ou encore pour aider à la collecte de données par le recrutement en ligne de participants, à partir de la population locale,,.

### Articles annexes
- , http://crowdsourcingforscience.org/
- (en) « Psychological Science Accelerator », sur Psychological Science Accelerator (consulté le 30 septembre 2020)